# Lisa-Marie Karlseng Utland
Lisa-Marie Karlseng Utland (Mo i Rana, Noruega; 19 de septiembre de 1992) es una futbolista noruega. Juega como delantera y su equipo actual es el FC Rosengård de la Damallsvenskan de Suecia.

## Clubes
| Club              | País    | Año             |
| ----------------- | ------- | --------------- |
| IF Fløya          | Noruega | 2009 - 2011     |
| Amazon Grimstad   | Noruega | 2011 - 2012     |
| SK Trondheims-Ørn | Noruega | 2013 - 2016     |
| Røa IL            | Noruega | 2017 - 2018     |
| FC Rosengård      | Suecia  | 2018 - presente |